# 立陶宛—波兰关系
立陶宛和波兰之间的关系可以追溯至13世纪，立陶宛国王明道加斯统治下的立陶宛大公国获取了羅斯人的部分领土，因此与当时支离破碎的波兰王国的领土接壤。随后，波兰和立陶宛之间的关系很快得到了提升，两国之间最终建立了共主邦聯。从16世纪中叶到18世纪末，波兰和立陶宛合并成了波蘭－立陶宛聯邦，该国家后来因遭奥地利、普鲁士以及俄国的三家瓜分而解体。一战后，波兰和立陶宛分别重获独立，两国之间的关系却因为愈发狂热的民族主义情绪而逐渐恶化。在两次世界大战的中间时期，波兰和立陶宛还因维尔纽斯地区而发生过领土争端，双方之间爆发过武装冲突，外交关系进一步恶化。二战期间，两国的领土都遭到了苏联和德国的侵占，但两国之间依然充满敌意。二战的结束后，波兰和立陶宛都深陷苏东阵营之中，波兰成了苏联的卫星国，而立陶宛则成了苏联的加盟共和国。在苏东剧变后，共产主义阵营垮台，两国之间重建了外交关系。

## 中世纪
立陶宛人的民族国家的历史可以追溯至13世纪，该国在14世纪古普鲁士部落和约特文（yotvingians）部落覆灭后首次与波兰领土接壤。在那时，两国之间的主要联系基本上只是边境军事冲突，比如立陶宛军队就曾在1262年袭击了马索维亚公国（duchy of masovia，在波兰的皮雅斯特王朝的领土于1138年破碎后成立的中世纪公国），导致其统治者西莫伊特一世（siemowit l of masovia）死亡。后来，1325年，波兰国王瓦迪斯瓦夫一世与立陶宛大公格迪米纳斯成了亲家，格迪米纳斯的女儿aldona嫁给了瓦迪斯拉夫一世的儿子卡齐米日（也就是其父的继承人，后来成为了卡齐米日三世，‘大帝’），此后两国关系才出现了缓和   。1358年，马索维亚公国和立陶宛大公国之间签署了一份条约，首次划定了双方之间的边界线。1385年，条顿骑士团对波兰和立陶宛的威胁越来越大，两国随即建立了更为稳固的联盟，史称克雷沃联合，标志着长达一个世纪的波兰-立陶宛联盟（polish-Lithuanian union）的开始。1410年，波兰和立陶宛在格伦瓦德之战中击败了条顿骑士团，双方之间的联盟关系变得更为紧密。
莫斯科大公国对立陶宛的威胁越来越大，立陶宛便试图强化与波兰的关系。1569年，在盧布林聯合上，波蘭－立陶宛聯邦（联邦制国家）成立，是为波兰和立陶宛联盟关系的里程碑。波兰立陶宛联邦直到1791年五三宪法施行以及波兰在后来被彻底瓜分后才告解体。被瓜分时期是对此前盛行的波兰化（polonization）进程的巨大打击，立陶宛民族主义由此抬头，立陶宛语言和文化再次崛起。

## 内战
一战结束后，尽管毕苏斯基等人曾主张再次建立联邦国家（在这次设想中，联邦名为‘海間聯邦，其面积更大，波兰在其中占据主导地位，联邦的范围包括波罗的海三国、芬兰、白俄罗斯、乌克兰、匈牙利、罗马尼亚、南斯拉夫以及捷克斯洛伐克，以抗衡苏联），但立陶宛则主张获取独立，拒绝恢复曾经的联邦制度。以维尔纽斯和塞伊内的归属问题为主的领土争端最终导致了波蘭－立陶宛戰爭，波兰和立陶宛两国在两次世界大战之间的时期里一直互相敌对  。
后来，在苏波战争和立陶宛－蘇聯戰爭的大背景下，波兰和立陶宛之间还爆发过小规模武装冲突，波蘭軍事組織制造了塞伊內起義，在立陶宛国内引起众怒，波兰-立陶宛关系继续发生着恶化。而且，立陶宛人眼中的波兰人形象还因波兰方面密谋策划的颠覆立陶宛政府的计划（由波兰军事组织策划，还得到了立陶宛境内的波兰少数民族的支持）被曝光而变得更加丑陋。波兰-立陶宛战争爆发后，毕苏斯基命手下的卢齐昂·杰里哥斯基（lucjan zeligowski）将军發動叛乱（史称熱利戈夫斯基兵變）  ，两国之间的关系变得更加恶劣。由驻扎在立陶宛的第一立陶宛-白俄罗斯步兵师指挥官杰里哥斯基发动的熱利戈夫斯基兵變导致了中立陶宛共和國的成立，在这个‘国家’被波兰吞并后，立陶宛断绝了与波兰的外交关系。1927年，两国之间的关系再次发生危机（虽然两国间的敌对态势有可能再次出现，但最终双方还是恢复了部分外交关系）。1938年，波兰对立陶宛发出最后通牒，立陶宛被迫恢复了与波兰的全部外交关系。國際聯盟还曾在1919-1920年间以及1927年参与了对两国关系的调停。
在1919-1920年间的一系列事件过后，立陶宛国内对波兰的一切行动以及波兰人本身都出现了高度怀疑，波兰国内对立陶宛的态度也是如此。在当时席卷欧洲的民族主义情绪的煽动下，两国政府都对国内的对方少数民族施以严酷对待。在立陶宛，声称自己属于波兰民族的公民被政府正式确定为仅仅需要接受再立陶宛化的立陶宛人，波兰人所有的土地遭到没收，波兰人的宗教活动、学校、出版社以及选举权都遭到了限制。毕苏斯基死后，在1935-1939年间，波兰国内的立陶宛少数民族也是需要接受波兰化的群体，波兰政府还把波兰军队的退伍军人安置到有争议的地区（在波兰语中被称作‘osadnik’，即定居者、殖民者）。波兰国内的立陶宛人学校基本上全部被关闭，立陶宛人的组织也基本上被尽数封禁。

## 第二次世界大战
在第二次世界大战期间，波兰和立陶宛之间的关系是一个颇具争议的话题，直到今日，现代立陶宛史学家和波兰史学家对当时的相关事件的解读还是存在差异，其中对当年立陶宛国内的纳粹帮凶政府以及安全部队对待波兰人的情况就是一个主要争议话题，另外存在争议的还有波兰抵抗组织（波蘭家鄉軍）在立陶宛人和波兰人共同居住的地区的活动情况。最近几年，波兰和立陶宛学界开展过数次學術研討會，双方都为在各自见解之间架设桥梁而付出了努力，但双方之间的分歧仍然不容小觑。

## 共产主义时代
二战结束后，波兰和立陶宛双双丧失了独立地位。战后，两个国家全部落入苏联的势力范围之内，波兰的领土遭到了整体西移，因此也就失去了在波兰第二共和国时期获得的与立陶宛存在领土争端的国土中的绝大部分（这些土地上生活着大量立陶宛少数民族），波兰失去的国土被并入立陶宛苏维埃社会主义共和国以及白俄罗斯苏维埃社会主义共和国。同时期，很多住在波兰前东部领土的波兰人获准离开苏联，其中的绝大多数都被苏联送到了波兰的西部新领土（从德国原东部领土得来），立陶宛境内的波兰少数民族人数也因此大幅减少。而仍留在立陶宛境内的波兰少数民族则遭到了立陶宛化以及蘇維埃化  。在苏联的操控下，东欧阵营中的各个不同民族都不得不和平相处，互相合作。为了避免东欧各民族恢复历史上的同盟关系并因此对苏维埃政权形成威胁，苏联策划了将各民族间的历史纽带最弱化的政策，因此波兰和立陶宛在冷战时期并没有发生有意义的交流与合作。

## 现代

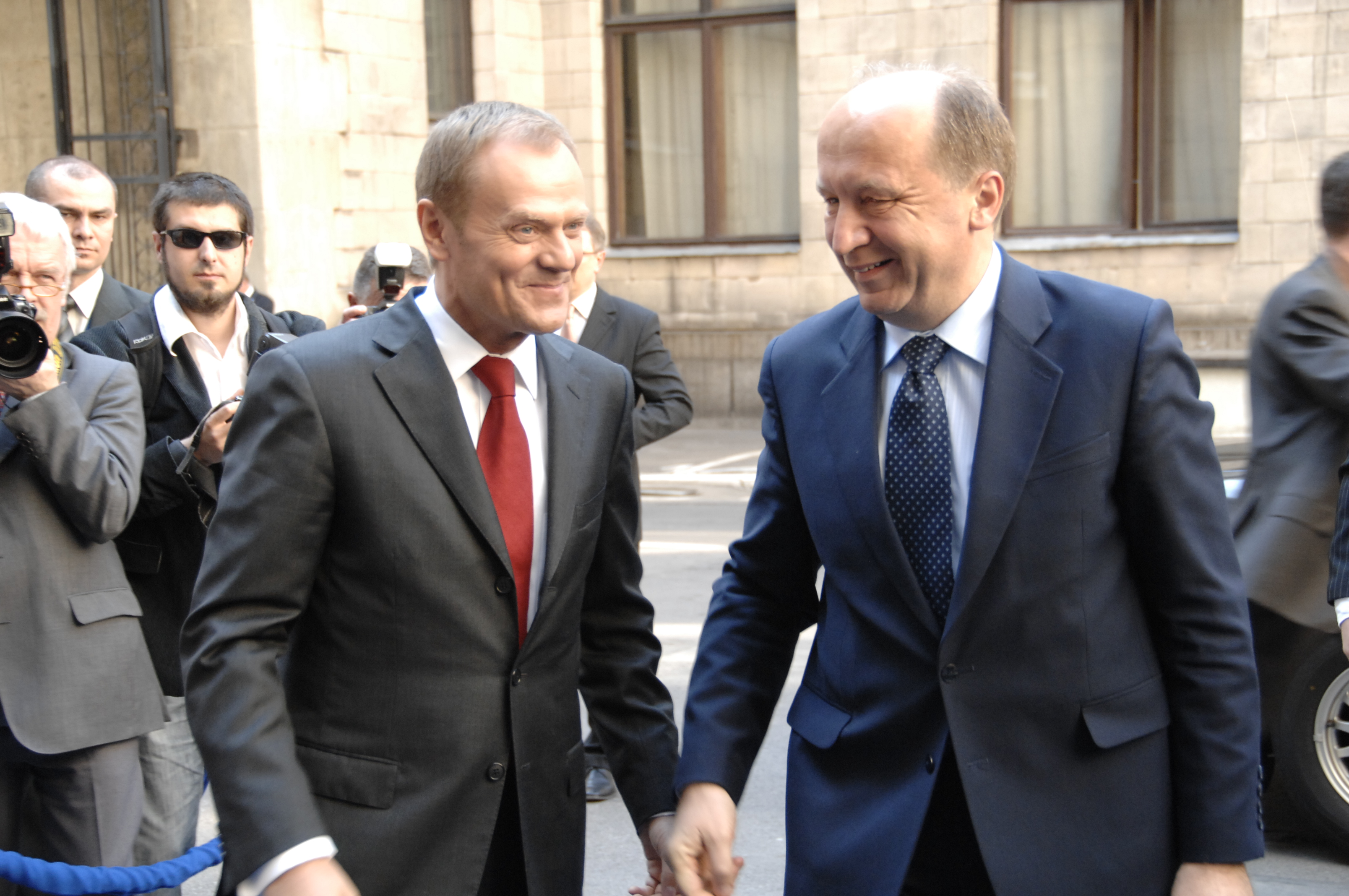
波兰和立陶宛领导人唐納德·圖斯克和安德留斯·库比柳斯在华沙，攝於2009年

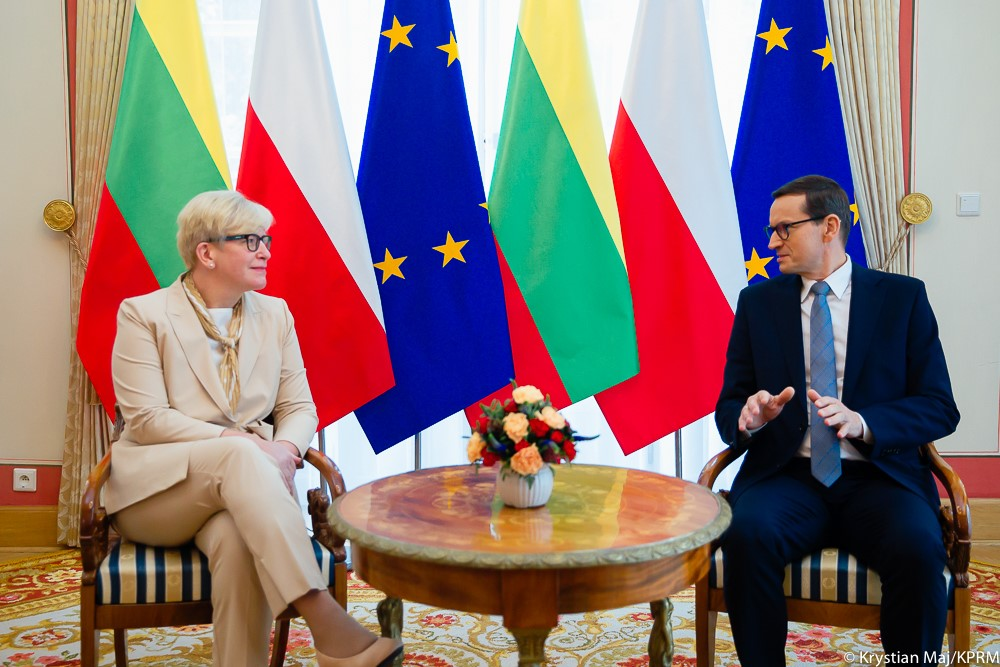
波蘭與立陶宛總理馬特烏什·莫拉維茨基和因格麗達·希莫尼特在波蘭總理府，攝於2021年

1989至1991年间的苏东剧变导致了共产主义在欧洲的彻底崩溃，波兰和立陶宛之间也正式重建了外交关系。波兰对立陶宛的独立运动表示了热烈支持并在1991年8月26日成为了最先承认新的立陶宛独立国家的国家之一 。但除此以外，两国还是在1990年代初期发生了外交危机，问题主要集中在立陶宛恶劣对待国内的波兰少数民族的传言、立陶宛对波兰重新将其纳入势力范围的企图的担心以及领土争端这几点上。几年后，形势正常化，双边关系也出现了改善  。1992年9月28日，两国外长签署了睦邻友好宣言以及领事公约，宣布双方不再因领土问题而再起争端，也共同保证尊重各自领土上的对方少数民族的权利。1994年4月26日，两国总统在维尔纽斯会晤，双方签署了友谊条约。两国先后加入北约（波兰于1999年加入，立陶宛于2004年加入，波兰在立陶宛加入北约的过程中表示了极大支持），两国都在2004年加入了欧盟。
但在2000年代末，立陶宛对友谊条约的执行力度问题破坏了双边关系并影响了双方在能源方面的合作。波兰和立陶宛两国的电力网是相连的，但两国的燃气管道却是经由俄罗斯控制的燃气管道才得以联通的。双方之前的合作进程因关于友谊条约的争端而受阻。   波兰总统布羅尼斯瓦夫·科莫羅夫斯基在2011年2月访问立陶宛时就表达了对双边关系恶化的关切，还表示立陶宛对友谊条约的完全执行就应该体现在允许其境内的波兰人保留其姓氏的原始形式以及接受波兰语教育这两点上。但歐洲聯盟法院的裁决结果则是立陶宛关于姓氏的政策符合欧盟法律规定。
大约有25万名波兰人居住在立陶宛境内，而居住在波兰境内的立陶宛人则有25000名。两个国家都是波罗的海国家理事会的正式成员国。
两个国家之间的共同边境长达103千米，由于两国都属于申根区，因此国境线上不设边境管制。
2019年，新当选的立陶宛总统吉塔納斯·瑙塞達特意将自己的首次正式出访的目的地选为波兰华沙，在那里会见波兰总统安杰伊·杜达。2019年11月22日，应瑙塞达之邀，杜达携第一夫人agata kornhauser-duda以及波兰武装力量仪仗队（representative honor guard regiment of the polish armed forces）参加了于维尔纽斯举行的1863-1864反沙皇起义阵亡指挥官及参与者（一月起義）的国葬仪式。杜达在这次维尔纽斯之行中强调了中欧国家间的团结对各自独立地位的重要性。

## 常驻外交使团
- 立陶宛在华沙设有大使馆，在塞伊内设有领事馆。
- 波兰在维尔纽斯设有大使馆。